# Ngronggo
Ngronggo is een bestuurslaag in het regentschap Kediri van de provincie Oost-Java, Indonesië. Ngronggo telt 11.390 inwoners (volkstelling 2010).